# Edgar H. Brown
Edgar Henry Brown junior (* 27. Dezember 1926 in Oak Park, Illinois; † 22. Dezember 2021) war ein US-amerikanischer Mathematiker, der sich mit Algebraischer Topologie und Differentialtopologie befasste.

## Leben und Werk
Brown studierte an der University of Wisconsin mit dem Bachelor-Abschluss 1949, an der Washington State University mit dem Master-Abschluss 1951 und wurde 1954 am Massachusetts Institute of Technology bei George William Whitehead promoviert (Finite computability of the homotopy groups of finite groups). 1954/55 war er Instructor an der Washington University in St. Louis, 1955 bis 1957 Instructor an der University of Chicago und 1957/58 an der Brown University als Fellow des Office of Naval Research. Seit 1958 ist er an der Brandeis University, an der er 1963 eine volle Professur für Mathematik erhielt und von 1960 bis 1962 sowie von 1978 bis 1980 der Fakultät vorstand.
1962/63 war er am Institute for Advanced Study, 1965/66 als Guggenheim Fellow an der University of Oxford, 1973/74 am University College London und 1982/83 Gastprofessor in Oxford und Cambridge. 1993 war er Gastprofessor in Yale, 1986/87 am Jesus College der University of Oxford und 1971 Gastprofessor an der Princeton University.
In seiner Dissertation bewies er die endliche Berechenbarkeit von höheren Homotopiegruppen (nicht der Fundamentalgruppe) endlicher einfach zusammenhängender simplizialer Komplexe (für Homologiegruppen war das schon vorher bekannt, und die endliche Erzeugbarkeit war von Serre zuvor gezeigt worden). Dabei führte er auch unabhängig von Michail Michailowitsch Postnikow in der Sowjetunion Postnikow-Komplexe ein.
Ein Darstellungssatz (Representability Theorem) in der Homotopietheorie ist nach ihm benannt.
Teilweise mit Franklin Peterson erzielte er auch Resultate über Bedingungen für die Existenz von Immersionen in der Differentialtopologie. Mit Peterson führte er 1966 Brown-Peterson-Kohomologien ein.
Brown war Fellow der American Academy of Arts and Sciences und der American Mathematical Society. Er war US-Delegierter für Mathematik in der Volksrepublik China. Zu seinen Doktoranden gehört Douglas C. Ravenel.
Er war ab 1954 verheiratet und hatte zwei Kinder. Er starb am 22. Dezember 2021 im Alter von 94 Jahren.

## Schriften
- Finite computability of Postnikov complexes, Annals of Mathematics 65, 1957, 1 (entstanden aus der Dissertation)
- Cohomology theories, Annals of Mathematics, Band 75, 1962, S. 467–488
- mit Franklin Paul Peterson Relations among characteristic classes, I., Topology, Band 3, 1964, S. 39–52
- mit F. Peterson On immersions of n-manifolds, Advances in Mathematics, 24, 1977, 74–77
- mit F. Peterson Algebraic bordism groups, Annals of Mathematics, 79, 1964, 616–622
- Abstract Homotopy Theory, Transactions AMS, 119, 1965, 79–85
- Representability of functors in abstract homotopy theory, Transactions AMS, 119, 1965, 215–217
- mit F. Peterson, D. Anderson Spin cobordism, Bulletin AMS, 72, 1966, 256–260
- mit F. Peterson A universal space for normal bundles of n-manifolds, Comm. Math. Helveticae, 54, 1979, 405–430
- mit F. Peterson A spectrum whose {\displaystyle Z_{p}} cohomology is the algebra of reduced pth powers, Topology 5, 1966, 149–154
- mit S. Gitler A spectrum whose cohomology is a certain cyclic module over the Steenrod algebra,  Topology, Band 12, 1973, S. 283–295.